# セヴキ・シャーバン
セヴキ・シャーバン（Sevki Sha’ban、1984年5月2日 - ）は、シンガポールのサッカー選手。元シンガポール代表。ポジションはDF。

## 経歴
2002年にセンバワン・レンジャーズFCでプロデビュー。その後、ヤング・ライオンズ、ゴンバク・ユナイテッドFCを経てゲイラン・ユナイテッドFCに移籍。しかし、怪我によって2010シーズンの出場は皆無であった。
その後、シンガポール・ライオンズXII、ホーム・ユナイテッドを経て、再びゲイラン・インターナショナルFCに復帰した。

## 代表歴
ラドイコ・アヴラモヴィッチ監督によって代表選出され、2008年にベトナム代表戦で初出場を果たした。